# Slogbod

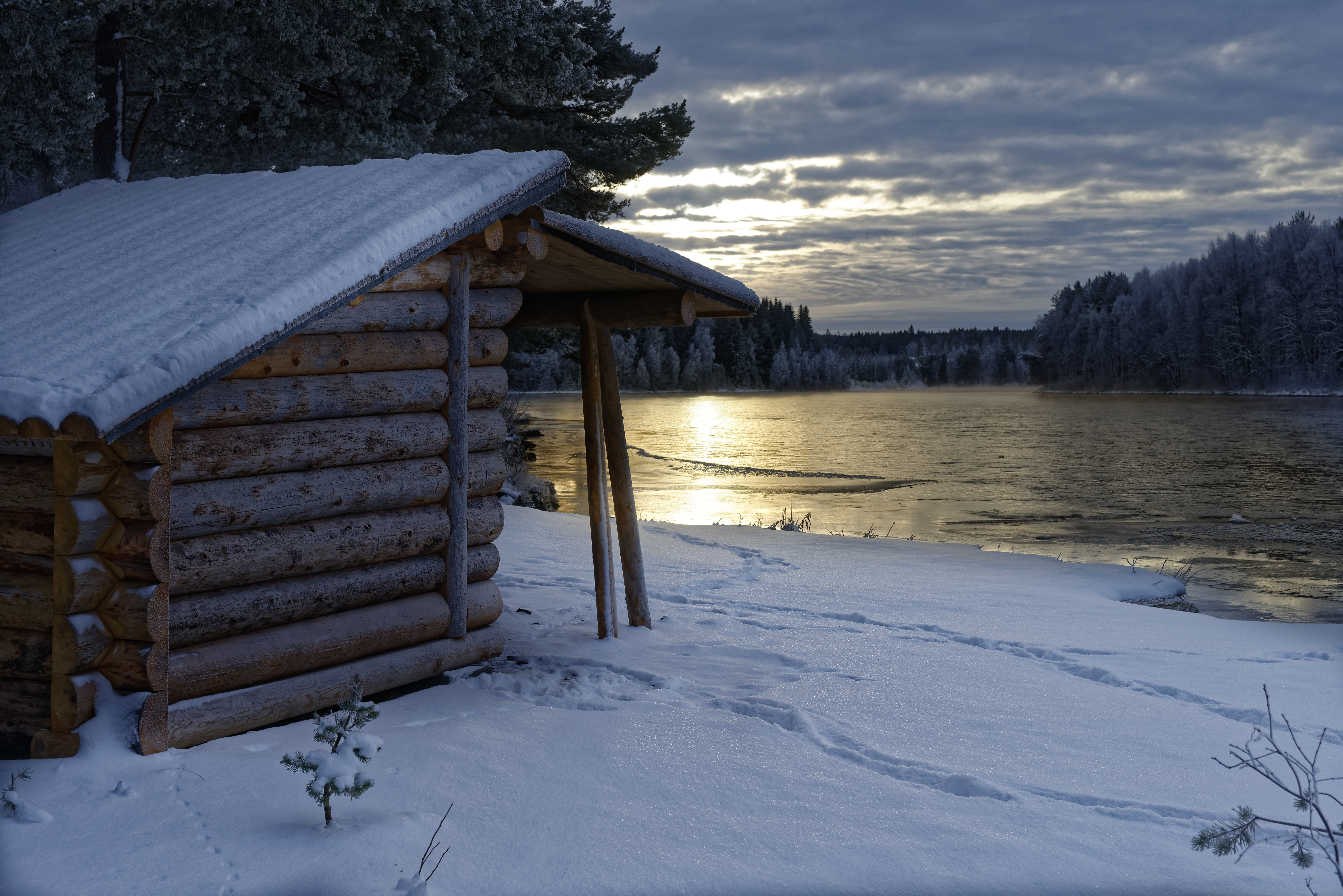
Slogbod av klassisk modell vid Älvdalens campingplats.

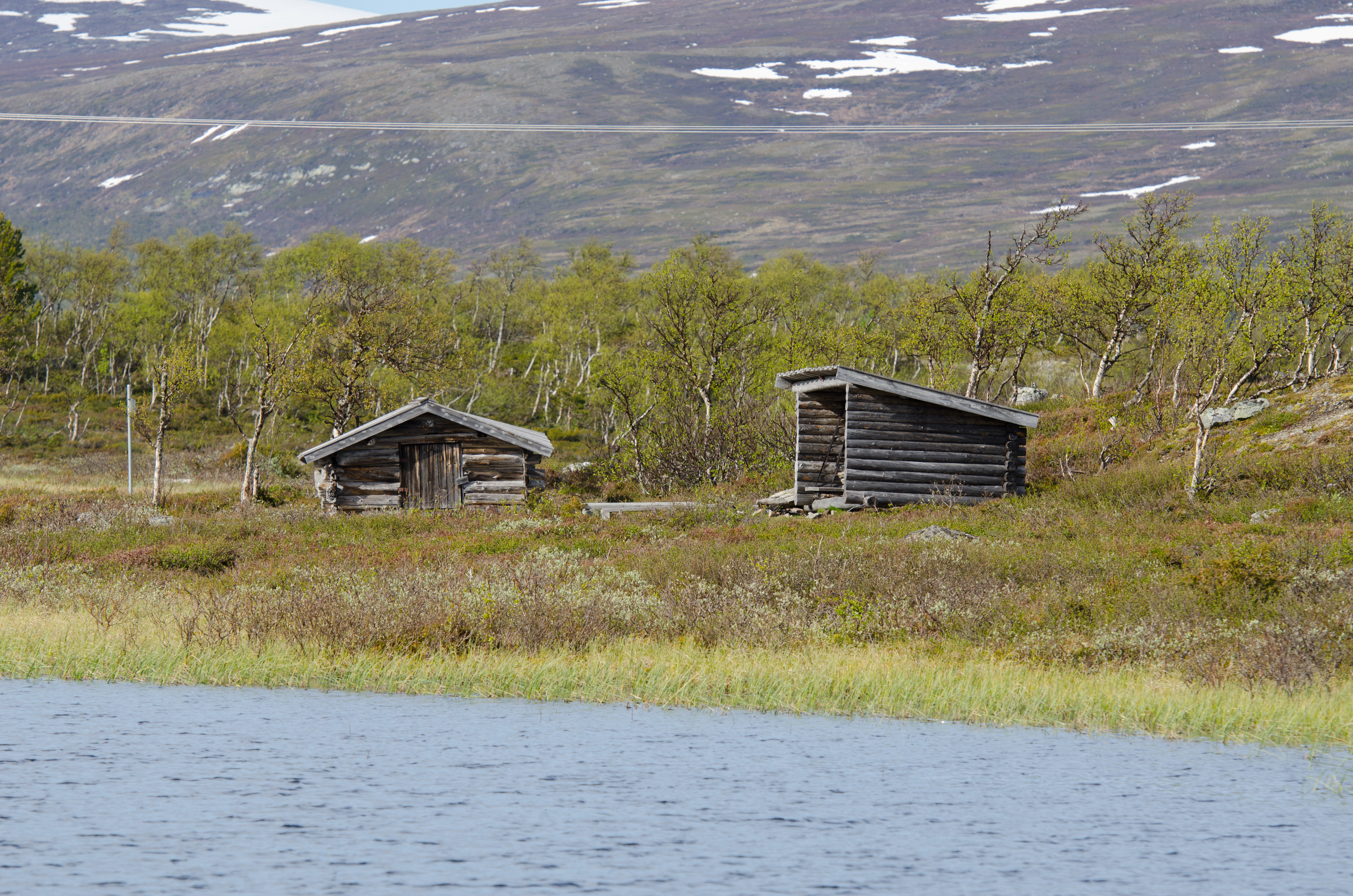
Slogbod (till höger), utan snedställt tak på stöttor, vid fäbod i Ljungdalen, Härjedalen.

Slogbod, gapbod, gapskjul, gapkoja, eller kölbod är en typ av vindskydd som främst förekommer i Dalarna, och som – när den tillverkas på klassiskt vis – timras av halvkluvna stockar. Slogboden har tre väggar och tak. Utanför den öppna änden finns en eldstad under ett snedställt tak som vilar på stöttor. Det snedställda taket är till för att leda röken in i vindskyddet som ett sätt att hålla myggen borta. Det förekommer att även mer klassiska vindskydd med enbart ett sluttande tak och två gavlar kallas för slogbod.
Från början byggdes slogbodar för övernattning vid avlägsna slåtterängar och dylikt men idag är det vanligt att de byggs i anslutning till boningshus, utmed vandringsleder och i det offentliga rummet. Namnet härleds från "slog" som är dialektalt för slåtter, slåtteräng eller slaget hö.